# Pteronemobius camerunensis
Pteronemobius camerunensis är en insektsart som först beskrevs av Sjostedt 1900.  Pteronemobius camerunensis ingår i släktet Pteronemobius och familjen syrsor. Inga underarter finns listade i Catalogue of Life.